# Specklinia chontalensis
Specklinia chontalensis är en orkidéart som först beskrevs av Alfonse Henry Heller och Alex Drum Hawkes, och fick sitt nu gällande namn av Carlyle August Luer. Specklinia chontalensis ingår i släktet Specklinia och familjen orkidéer. Inga underarter finns listade i Catalogue of Life.